# Crawfordsville (Arkansas)
Crawfordsville – miasto w Stanach Zjednoczonych, w stanie Arkansas, w hrabstwie Crittenden.